# Azarytski rajon
Azarytski rajon (belarusiska: Азарыцкі раён) var en rajon i Vitryska SSR, Sovjetunionen mellan 1924 och 1931. Dess administrativa centrum var Azarytjy.